# Aşağıyarımca, Harran
Aşağıyarımca là một xã thuộc huyện Harran, tỉnh Şanlıurfa, Thổ Nhĩ Kỳ. Dân số thời điểm năm 2011 là 72 người.